# 石岡久夫
石岡 久夫（いしおか ひさお、1905年2月12日 - 2000年1月14日）は、日本の兵法研究者、文学博士、弓道家（弓道範士十段）、本多流師範。國學院大學教授、國學院大學弓道部元師範。号は榊舎弓人。

## 来歴
広島県生まれ。学生時代に今まで余り史学者が手掛けてこなかった分野を研究したいと模索していた時に、休職中だった海軍大佐の有馬成甫（のち海軍少将）と知り合い、兵法学について関心を持つ。1934年國學院大學国史学科を卒業すると、有馬の推挙で多くの兵法文献を所蔵する江田島の海軍兵学校教育参考館に嘱託研究員として就職する。海軍兵学校教育参考館には、伊予松山藩の野沢文庫、上泉流を主体とする鳥取池田藩の鷲見文庫など膨大な兵書文献を所蔵していた。
陸軍の援助で、佐藤堅司博士（のち駒沢大学教授）を中心に日本武学研究所が設立されると、『日本武学体系』の編集に加わる。
1952年國學院大學講師、弓道を教える。1955年、1958年弓道選手権大会小的の部で優勝、1956年読売新聞社日本スポーツ賞を受ける。
1966年、今村嘉雄を中心に編集された『日本武道全集』の弓道関係を執筆後、人物往来社の協力により、有馬成甫監修のもとに『日本兵法全集』の編集に関わった。
1973年に桑田忠親、樋口清之、進士慶幹、渡辺一郎（筑波大学）の協力を得て、『日本兵法史: 兵法学の源流と展開』を出版する。
1975年国学院大学教授を退任。
1978年6月28日、『山鹿素行兵法学の史的研究』で文学博士号を授与される。

## 著書
- 『弓道の新研究』私家版、1968
- 『日本兵法史 兵法学の源流と展開』雄山閣、1972
- 『私の弓道修行』玉川大学出版部、1977
- 『山鹿素行兵法学の史的研究』玉川大学出版部、1980
- 『兵法者の生活』雄山閣出版、1981　生活史叢書
- 『近世日本弓術の発展』玉川大学出版部、1993

## 共著編
- 『日本兵法全集』全7　人物往来社、1967-68
- 『越後流兵法 謙信流兵法』新人物往来社、1969
- 『甲州流兵法 信玄流兵法』新人物往来社、1969
- 『弓道入門』川村自行共著　愛隆堂、1971

## 参考
- 『私の弓道修行』著者略歴